# Jean Nelissen
Jean Nelissen (Geleen, 2 de junho de 1936 - Maastricht, 1 de setembro de 2010) foi um jornalista esportivo neerlandês. Durante anos, ele foi chefe de esportes do jornal De Limburger, mas era mais conhecido como o repórter de ciclismo do Studio Sport.